# Space Shuttle abort modes

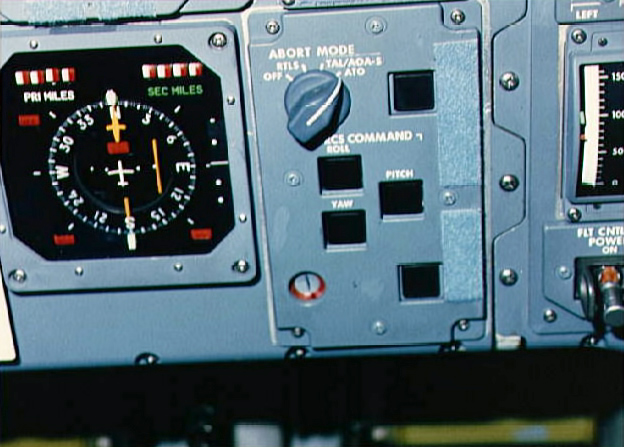
Der Schalter zum Vorwählen des Abbruchmodus im Shuttle-Cockpit

Space Shuttle abort modes (englisch für Space-Shuttle-Abbruchmodi) waren Notfallprozeduren für technische Probleme während der letzten Startvorbereitungen oder des Fluges eines Space Shuttles. Am wahrscheinlichsten konnte dies während der Start- und Aufstiegsphase auftreten, z. B. beim Ausfall eines Haupttriebwerks. Beim Wiedereintritt in die Erdatmosphäre und dem Landeanflug gab es weniger Abbruchoptionen. So bestand während des Wiedereintritts der Raumfähre Columbia am Ende der Mission STS-107 keine Möglichkeit, das Auseinanderbrechen des Shuttles abzuwenden.
Fehler, die während einer späteren Phase der Landung auftraten, konnten überlebt werden, auch wenn dies dann nicht mehr als Abbruch galt. So hätte etwa ein Problem mit dem Flugkontrollsystem oder mehrere Ausfälle der Hilfstriebwerke das Erreichen der Landebahn unmöglich machen und die Astronauten dazu zwingen können, über dem Ozean abzuspringen.

## Abbruchsarten während des Aufstiegs
Es gab fünf mögliche Abbruchsarten während des Aufstiegs, als Ergänzung zu Abbrüchen auf der Startplattform. Diese wurden als intakte Abbrüche und Abbrüche mit Schadensmöglichkeit klassifiziert.
Die Entscheidung, welche Abbruchart gewählt wurde, war von der Situation abhängig und welche Notlandebahn erreicht werden konnte. Die Abbrucharten umfassten eine große Anzahl an möglichen Problemen, aber das am meisten erwartete Problem war das Ausfallen des Haupttriebwerks des Space Shuttles. Ob es dadurch unmöglich wurde, den Atlantik zu überqueren oder einen Orbit zu erreichen, hing vom Zeitpunkt und der Anzahl der ausgefallenen Triebwerke ab. Weitere mögliche nicht-triebwerksabhängige Ausfälle waren ein mehrfaches Ausfallen von Hilfstriebwerken, ein Kabinenleck oder ein Leck im externen Tank.

### Redundant-Set-Launch-Sequencer-(RSLS)-Abbruch
Die drei Haupttriebwerke (SSME, Space Shuttle Main Engines) konnten auf der Startplattform abgeschaltet werden, solange die Feststoffbooster noch nicht gezündet hatten (von T − 6,6 bis T − 0,0 Sekunden). Dies wird als Redundant Set Launch Sequencer Abbruch bezeichnet und passierte fünf Mal, bei STS-41-D, STS-51-F, STS-51, STS-55 und STS-68. Jedes Mal wurde dieser Abbruch durch einen Computer ausgelöst, der über Sensoren ein Problem mit den Haupttriebwerken, nach deren Zündung, aber vor dem Zünden der Feststoffbooster (SRBs), feststellte. Waren die Feststoffbooster einmal aktiviert, konnten sie nicht mehr abgestellt werden und das Space Shuttle hätte starten müssen. In diesem Fall existierte keine Möglichkeit zum Abbruch, bis die SRBs nach 123 Sekunden ausgebrannt waren. Ein vorzeitiges Absprengen der SRBs war nicht vorgesehen, da die daraus resultierende dynamische Beanspruchung den Orbiter zerstört hätte.

### „Intakte“ Abbruchsarten
Es gab vier „intakte“ Abbruchsarten, die einen Abbruch des Fluges im eigentlichen Sinne bewirkten (englisch: intact abort modes), jedoch wurde nur eine (ATO) jemals ausgeführt. Diese Abbrüche sind dafür ausgelegt, eine sichere Rückkehr des Orbiters zu einer zuvor geplanten Landebahn zu gewährleisten. Die jeweils gültige Abbruchsart wurde vom Kommandanten über einen Schalter mit den Stellungen „OFF“, „RTLS“, „TAL/AOA-S“ und „ATO“ gewählt.
 Return To Launch Site (RTLS)
Das Shuttle hätte seinen Flug fortgesetzt, bis die Feststoffbooster ausgebrannt wären und abgeworfen worden wären. Dann hätte sich das Space-Shuttle herumgedreht, so dass die Haupttriebwerke entgegen der horizontalen Flugrichtung hätten feuern können. Dieses Manöver wäre außerhalb der Atmosphäre ausgeführt worden und ähnelte im Konzept stark dem Feuern der OMS, um den Orbit zu verlassen. Die Haupttriebwerke hätten die horizontale Geschwindigkeit abgebaut und das Shuttle wieder auf eine ausreichende Geschwindigkeit nach Westen gebracht, um die Landebahn zu erreichen. Dann würden die Haupttriebwerke gestoppt, der externe Tank abgeworfen und der Orbiter könnte eine normale Landung auf der Landebahn des Kennedy Space Center durchführen. Sollte eine Rückkehr zum KSC nicht möglich sein, hätten auch andere Flugplätze an der Ostküste der USA angesteuert werden können, wofür die Bezeichnung East Coast Abort Landing (ECAL) stand. Hierzu waren einige vorher ausgewählte Flugplätze während des Shuttlestarts in Alarmbereitschaft.
Das RTLS-Manöver war die bei weitem riskanteste Abbruchsart, und es war umstritten, wie hoch die Erfolgsaussichten dabei wären. Die NASA hatte ursprünglich erwogen, beim ersten Testflug des Shuttle einen RTLS-Abbruch durchzuführen. John Young, der Kommandant des Fluges, hatte diese Überlegungen jedoch verworfen und davor gewarnt, „russisches Roulette“ zu spielen.
 Transoceanic Abort Landing (TAL)
Hierbei wäre eine vorher definierte Landebahn in Afrika oder West-Europa angeflogen worden (oder, bei einem Start von Vandenberg AFB, die Osterinsel). Das Manöver wäre genutzt worden, wenn die Geschwindigkeit, die Höhe und die Distanz des horizontalen Flugs es nicht erlaubt hätten, per RTLS zum Startplatz zurückzukehren (über Funk mitgeteilt mit der Meldung: „negative return“). Es wäre ebenfalls ausgeführt worden, wenn ein weniger zeitkritischer Fehler keine Rückkehr per RTLS verlangte. Letzteres hätte eine größere Belastung für das Shuttle und die Crew bedeutet. Ein TAL-Abbruch war allerdings erst nach dem Erreichen einer bestimmten Höhe und Geschwindigkeit möglich. Im Regelfall erreichte das Shuttle, je nach Orbit und Ladung, nach ca. 150 bis 180 Sekunden eine Höhe und Geschwindigkeit, bei welcher auch bei Ausfall eines Triebwerks ein TAL durchgeführt werden konnte. Dieser Zeitpunkt wurde als „2 engine TAL“ oder „2 engine <Ziellandebahn>“ also z. B. „2 engine Moron“, wenn der Militärflugplatz Morón in Spanien erreicht werden konnte, bezeichnet. In einem späteren Teil des Aufstiegs, je nach Orbit und Ladung, reichte auch ein Triebwerk (also bei Ausfall von zwei Triebwerken) aus, um ein TAL durchzuführen. Dieser Zeitpunkt wurde „single engine <Ziellandebahn> 104“ bezeichnet, wobei die 104 bedeutet, dass das verbliebene Triebwerk für einen TAL zu diesem Zeitpunkt mit 104 % seiner Nennleistung betrieben hätte werden müssen (was während des Aufstiegs ohnehin der Fall ist). Die hierfür erforderliche Höhe und Geschwindigkeit wurde nach 360 bis 400 Sekunden Flugzeit erreicht.
 Abort Once Around (AOA)
Wäre möglich gewesen, wenn das Shuttle keinen stabilen Orbit erreichen konnte, aber ausreichend Geschwindigkeit hatte, um einmal die Erde zu umrunden, um daraufhin entweder in Kalifornien oder in Florida zu landen, ggfs. unter Verwendung der OMS-Triebwerke. Das Zeitfenster, um AOA auszuführen, war sehr klein und betrug nur einige Sekunden zwischen TAL- und ATO-Abbruchsmöglichkeit. Deshalb war das Ausführen dieser Option sehr unwahrscheinlich.
 Abort to Orbit (ATO)Wurde durchgeführt, wenn der eigentlich vorgesehene Orbit nicht erreicht werden konnte, aber ein niedriger stabiler Orbit möglich war. Dies passierte während der Mission STS-51-F, welche trotz des Abbruchs zu einem niedrigeren Orbit ausgeführt wurde. Ein Leck im Wasserstofftank sorgte bei STS-93 dafür, dass der Orbit leicht niedriger war, als erwartet. Dies wurde jedoch nicht als ATO gezählt. Wäre jedoch ein größeres Leck aufgetreten, wäre möglicherweise ein ATO-, RTLS- oder TAL-Abbruch nötig gewesen. Der Moment, von dem an beim Ausfall eines Triebwerks ein ATO möglich war, wurde als „press to ATO“ bezeichnet. Die hierfür erforderliche Höhe und Geschwindigkeit erreichte das Shuttle, je nach Orbit und Ladung, nach einer Flugzeit von ca. 240 bis 330 Sekunden.
Kein Abbruch trotz Triebwerkausfalls
Ab einer bestimmten Flughöhe und Fluggeschwindigkeit konnte das Shuttle seinen Zielorbit auch im Falle des Ausfalls eines Triebwerks erreichen. Der Zeitpunkt, ab welchem dies möglich war, wird als „press to MECO“ (Main Engine Cut Off) bezeichnet. Die hierfür erforderliche Höhe und Geschwindigkeit erreichte das Shuttle, je nach Orbit und Ladung, nach ca. 315 bis 390 Sekunden Flugzeit. Nach ca. 390 bis 420 Sekunden Flugzeit, abhängig von Orbit und Ladung, erreichte das Shuttle eine Höhe und Geschwindigkeit, bei welcher auch ein einziges Triebwerk ausreichte, um den Zielorbit zu erreichen. Dieser Zeitpunkt wurde als „single engine press 104“, wobei die 104 wie bei TAL bedeutete, dass das verbliebene Triebwerk für das Erreichen des Zielorbits zu diesem Zeitpunkt mit 104 % seiner Nennleistung betrieben werden musste.

### Abbrüche mit Schadensmöglichkeit
War aufgrund schwerwiegender Fehler ein intakter Abbruch nicht mehr möglich, hatte die Sicherung des Überlebens der Crew höchste Priorität; dabei wurden auch etwaige (irreparable) Schäden an der Fähre in Kauf genommen.
Wenn der Orbiter kein sicheres Rollfeld erreichen konnte, hätte eine Notlandung auf geeignetem Untergrund oder eine Notwasserung durchgeführt werden müssen – allerdings sanken bei solchen Manövern die Überlebenschancen der Besatzungsmitglieder. Wäre auch eine Notlandung/-wasserung nicht möglich gewesen, hätte die Besatzung an einer Führungsstange gleitend mit Fallschirmen abspringen können, sofern die Raumfähre in einen kontrollierten Gleitflug übergegangen wäre.
Beim Challenger-Unglück (1986) und dem Absturz der Columbia (2003) standen keine Abbruchsoptionen mehr zur Verfügung, da in beiden Fällen die Raumfähren innerhalb kürzester Zeit zerstört wurden. Außerdem ist ein Abbruch erst möglich gewesen nachdem die Feststoffraketen abgetrennt wurden. Beim Wiedereintritt in die Erdatmosphäre während der heißen Phase wäre ein Ausstieg ohnehin nicht möglich gewesen.
Während des Aufstiegs der Raumfähre Challenger löste ein defekter Dichtungsring im rechten Feststoffbooster ein Feuer aus, welches sich durch die Isolierung und den Mantel des Außentanks brannte und den darin befindlichen flüssigen Wasserstoff und Sauerstoff zur Explosion brachte.
Die Columbia zerbrach beim Wiedereintritt in die Erdatmosphäre aufgrund eines fehlerhaften Hitzeschildes im Bereich der linken Flügelwurzel. Die Fähre bewegte sich zum Zeitpunkt des Unglücks mit hoher Überschallgeschwindigkeit, so dass die Besatzung einen Ausstieg aus dem Orbiter aufgrund der großen Hitzeentwicklung durch Luftreibung unter keinen Umständen überlebt hätte. Zudem bestand bei der Entdeckung des Schadens bereits kein Funkkontakt mehr mit der Shuttle-Crew, im Abschlussbericht der NASA aus dem Jahr 2005 geht man davon aus, dass die Crewmitglieder zu diesem Zeitpunkt zwar noch am Leben, aber bewusstlos waren.

## Notlandeplätze
Üblicherweise endeten die Shuttleflüge auf der Shuttle Landing Facility am Kennedy Space Center oder auf der Edwards Air Force Base in Kalifornien. Die einzige Mission, die auf einen anderen Landeplatz ausweichen musste, war STS-3, die auf der White Sands Missile Range in New Mexico aufsetzte. Daneben waren für jede Mission Notlandeplätze definiert, die allerdings nie benötigt wurden.

### ECAL-Landeplätze
Neben der Shuttle Landing Facility, die für den RTLS-Fall verwendet werden sollte, gab es noch mehrere Flugplätze an der nordamerikanischen Ostküste, die für eine Notlandung kurz nach dem Start zur Verfügung standen (ECAL = East Coast Abort Landing). Je nach Missionsprofil wurden einige davon während des Shuttlestarts in Bereitschaft versetzt, verfügten aber nicht über shuttlespezifische Einrichtungen oder NASA-Personal. Dies betraf folgende Flugplätze:
- Myrtle Beach International Airport in Myrtle Beach, South Carolina
- Wilmington International Airport in North Carolina[2]
- Marine Corps Air Station Cherry Point in North Carolina
- Naval Air Station Oceana in Virginia
- Dover Air Force Base bei Dover in Delaware
- Atlantic City International Airport in New Jersey[3]
- Francis S. Gabreski Airport in Westhampton Beach, New York[3]
- Otis Air National Guard Base (Cape Cod) in Massachusetts
- Pease Air National Guard Base bei Portsmouth in New Hampshire
- Halifax Stanfield International Airport in Nova Scotia, Kanada
- Stephenville International Airport in Neufundland, Kanada
- St. John’s International Airport in Neufundland, Kanada
- Gander in Neufundland, Kanada
- Canadian Forces Base Goose Bay in Neufundland, Kanada
- Naval Air Station Bermuda auf Bermuda

### TAL-Landeplätze
Bestimmte Flugplätze in Europa und Afrika wurden mit shuttlespezifischen Einrichtungen ausgestattet und als „erweiterte Landeplätze“ (Augmented Landing Sites) bezeichnet. Für jeden Shuttlestart wurde ein oder mehrere dieser Flugplätze als TAL-Landeplatz ausgewählt und mit NASA-Personal versorgt. Während der Betriebszeit des Space Shuttle waren folgende Landeplätze für TAL-Anflüge aktiv:
- Banjul in Gambia (von Juli 1988 bis November 2002)
- Ben Guerir Air Base bei Marrakesch in Marokko (von Juli 1988 bis Juni 2002)
- Casablanca in Marokko (bis Januar 1986)
- Dakar in Senegal (bis September 1987)[5]
- Istres in Frankreich (ab Juni 2005)[6]
- Moron Air Base bei Sevilla in Spanien (ab 1984)
- Rota in der Provinz Cádiz, Spanien (1992)[7]
- Zaragoza Air Base in Spanien (ab 1983)[8]

Für die geplanten Shuttlestarts von der Vandenberg Air Force Base in Kalifornien war die Osterinsel als TAL-Landeplatz vorgesehen.

### Erweiterte Notlandeplätze
Für den Fall, dass eine außerplanmäßige Landung nicht während des Startvorgangs durchgeführt werden musste, und dass diese Landung nicht auf den bevorzugten Landebahnen in den USA stattfinden konnte, waren einige Flugplätze mit shuttlespezifischen Einrichtungen und mit NASA-Personal ausgestattet. Diese wurden als „Erweiterte Notlandeplätze“ (Augmented Emergency Landing Sites) bezeichnet. Es handelte sich dabei um:
- Andersen Air Force Base, Guam
- Joint Base Pearl Harbor-Hickam/Honolulu International Airport, Hawaii
- Hao, Französisch-Polynesien

### Weitere Notlandeplätze
Darüber hinaus konnte das Space Shuttle auf jeder Landebahn landen, die lang genug war, und die im vom Shuttle überflogenen Gebiet lag. Die NASA hielt eine Liste von 25 bis 30 Flugplätzen, auf denen im Notfall gelandet werden konnte. Diese Liste umfasste:
- Europa: Arlanda (Schweden), Beja (Portugal), Brize Norton (Vereinigtes Königreich), Fairford (Vereinigtes Königreich), Köln/Bonn (Deutschland), Shannon (Irland), Souda Bay (Griechenland),
- Afrika: Amílcar Cabral International Airport (Kapverdische Inseln), Gran Canaria (Kanarische Inseln), Hoedspruit (Südafrika), Kinshasa (Zaire), Lajes Field (Azoren), Monrovia (Liberia), Tamanrasset (Algerien), Ascension
- Asien: Diyarbakır (Türkei), Diego Garcia, Esenboğa (Türkei), Riad (Saudi-Arabien)
- Ozeanien: Amberley (Australien), Darwin (Australien)
- Amerika: Bangor (Maine, USA)[12], China Lake (Kalifornien, USA)[3], Dyess (Texas, USA), Ellsworth (South Dakota, USA), Elmendorf, (Alaska, USA)[3], Grant County (Washington, USA), Libby (Arizona, USA)[13], Lincoln Municipal (Nebraska, USA), MacDill (Florida, USA)[3], Mountain Home (Idaho, USA), Nassau (Bahamas), Orlando (Florida, USA), Vandenberg (Kalifornien, USA)[3]